# Striga aequinoctialis
Striga aequinoctialis är en snyltrotsväxtart som beskrevs av Auguste Jean Baptiste Chevalier, John Hutchinson och Dalz.. Striga aequinoctialis ingår i släktet Striga och familjen snyltrotsväxter. Inga underarter finns listade i Catalogue of Life.